# استن ابل
استن ابل (نروژی: vernepliktig officer; ۱۸ november ۱۸۹۹ – ۳۰ دسامبر ۱۹۸۹ (۹۰ ساله)) قایقران، و قایقران قایق بادبانی اهل نروژ بود.